# 緒方亭
緒方亭（10月29日—），日本漫畫家，男性。大阪府出身。

## 作品
- 《魔種少女》系列
  1. 魔種少女、全16冊（長鴻9冊待續）、原名《キメラ》
  2. 全2冊（無中文版）、原名《キメラ ファイナルクロニクル》
- 人造兵器卡提莎、全4冊（東立）、原名《人造人間カティサーク》
- 全1冊（無中文版）、原名《アマチュアスラッガー》
- 全3冊（無中文版）、原名《平安ブレイズ》
- 連載中（無中文版）、原名《暁闇のヴォルフ》
- 1冊待續（無中文版）、原名《ラフダイヤモンド まんが学校にようこそ》

## 外部連結
- 緒方てい”セラミックウイング改”
- 緒方亭的X（前Twitter）
- 緒方亭的pixiv
- 絶版マンガ図書館無料配信中作品
- 緒方亭（緒方てい） | Creatia official （页面存档备份，存于）